# 마운트 버넌

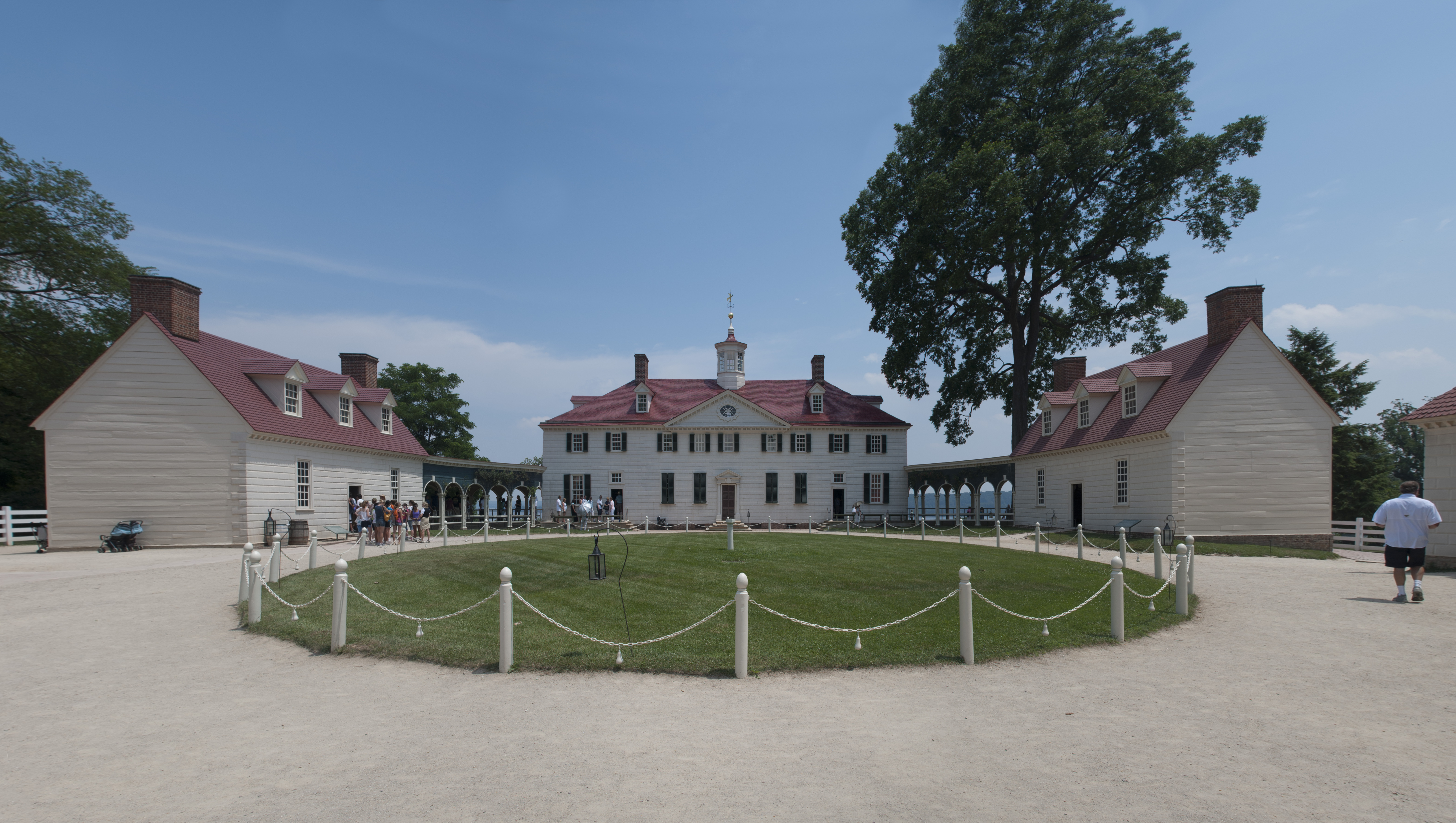
마운트 버넌

마운트 버넌(Mount Vernon)은 미국의 초대 대통령 조지 워싱턴의 농원 저택이다. 신고전주의 조지 왕조의 건축 스타일에서 제목으로 지어진 이 사유지는 포토맥강의 언덕에 놓인 페어팩스군에서 버지니아주 마운트 버넌 근처에 위치하였다.
워싱턴과 그의 가족은 "맨션 하우스 농장"으로서 자신들의 농장을 언급하였다. 숙련된 측량사이자 원예가인 워싱턴은 500 에이커 중에 지방의 대지주를 위하여 좋은 설정을 창조하였다. 그의 조심스럽게 디자인된 토지는 무성한 굴림 목초지들, 구불 구불한 산책로들, 쾌락 정원, 부엌 정원, 나무의 숲과 매우 깊은 숲들을 가졌다. 특별한 메모는 맨션과 포토맥강 사이에 위치한 큰 공원이었다.
그 다양한 교역들 - 목수, 석공, 대장간, 식수 조림과 위스키 증류 마저와 함께 마운트 버넌은 가능한 많이 자급 자족할 수 있는 공동체였다. 참으로 워싱턴은 아무것도 농장에 만들어 질 수 있던 것을 매입해야 하지 말 것을 지시하였다. 이 필요성들을 만나는 데 맨션 하우스 농장에는 큰 흑인 노예 인구가 있었으며 워싱턴의 사망 당시 그들의 316명으로 이루어졌다. 그러므로 당시 매너로서 노예들에 의한 임무 통로 이용은 워싱턴, 그의 가족과 그들의 많은 영빈들의 이용을 위하여 보존된 제자리들에 충돌되지 않도록 디자인 되었다.
동부에 포토맥강으로부터 사유지의 서부 문 입구는 워싱턴이 환대했던 광활한 전망들과 함께 즐거움의 토지를 달린다. 북남부 선을 따라서 다양한 임무의 거의가 노예들에 의하여 해낸 딴채들이었다. 워싱턴은 미국 독립 전쟁 당시 노예제도에 관하여 심각한 착각을 가졌고, 워싱턴의 명령에 1830년대를 통하여 사유지에 남아있던 수로 자신의 사망에 마운트 버넌에서 그의 전부 노예들이 해방되었다.

## 기원

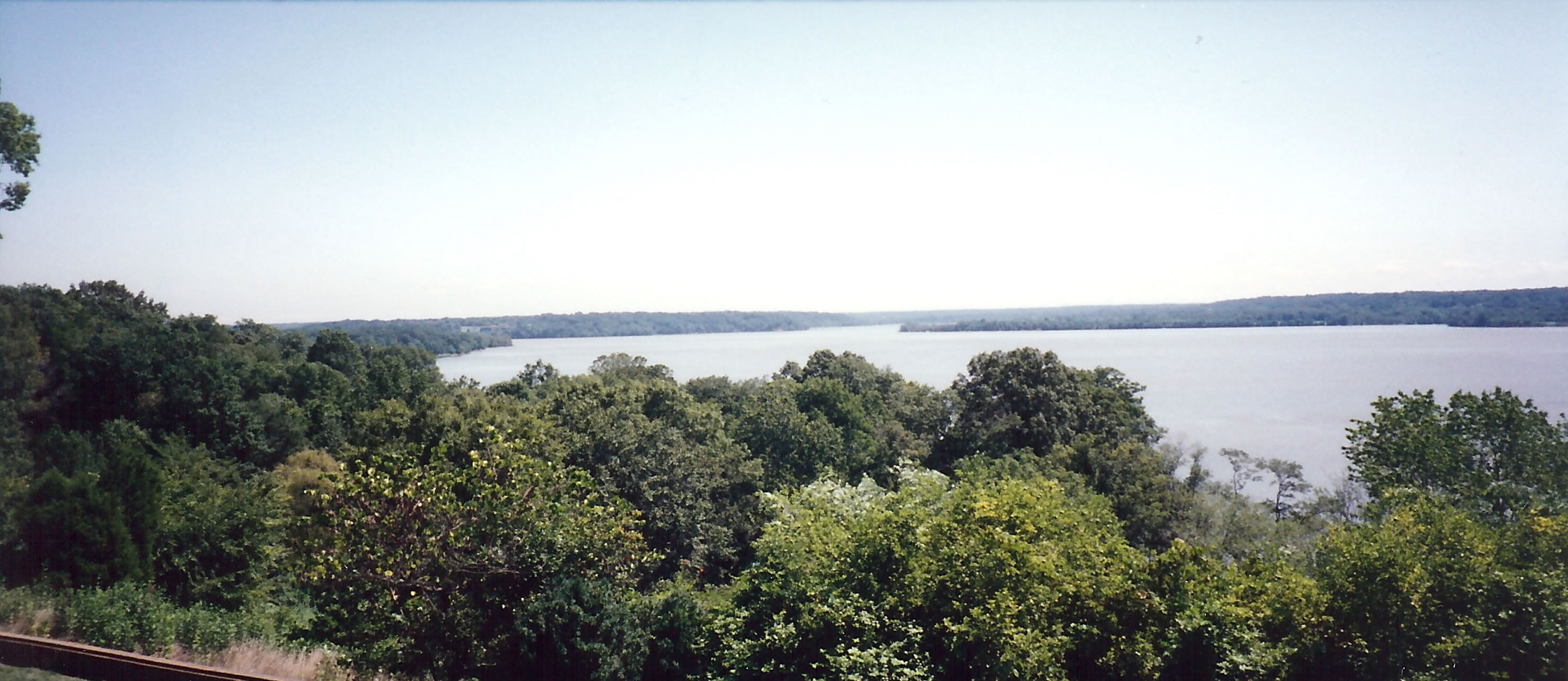
마운트 버넌에서 바라 본 포토맥 강의 전경

대지의 초기 역사는 마운트 버넌이 1741년 ~ 1742년까지 세워지지 않은 가정에서 갈라진 곳에 위치하였고 1743년 처음으로 영유되었다. 1674년 존 워싱턴과 니컬러스 스펜서는 마운트 버넌 농원이 분할될 것으로부터 대지의 점유로 들어왔다. 존 워싱턴이 1677년 사망할 때 그의 아들이자 조지 워싱턴의 조부인 로런스는 소유지에서 자신의 부친의 지분을 상속하였다. 1690년 그는 니컬러스 스펜서의 상속인과 함께 5,000 에이커로 측량된 사유지를 정식으로 나누는 데 동의하였다. 스펜서 가족은 도그 크리크를 경계짓는 남부의 절반을 가져가 워싱턴 가족에게 리틀 헌팅 크리크를 따라 부분을 남겼다.
1678년 로런스 워싱턴의 사망에 그는 사유지를 그의 딸 밀드레드에게 남겼다. 1726년 그녀의 남동생 오거스틴 (조지 워싱턴의 부친)의 주장에 밀드레드는 그에게 포토맥 강 사유지를 팔았다. 1735년 오거스틴 워싱턴은 아장아장 걷는 조지를 포함한 자신의 어린 2번째 가족을 사유지로 이주시켜 리틀 헌팅 크리크를 따라 주거로 들어가 정착하였다. 1738년 오거스틴은 잉글랜드의 애플비 스쿨로부터 자신의 장남 로런스 (워싱턴의 이복 형)를 소환하였고,가족의 리틀 헌팅 크리크 담배 재배에 그를 세워 1738년의 말기에 오거스틴이 그의 가족을 프레더릭스버그로 도로 옮기는 데 허용하였다.
1739년 자신의 성년 나이 (21세)에 도달한 로런스는 인접하는 스펜서의 구역으로부터 대지의 한 귀획을 사들이기 시작하여 도그 크리크에 그리스트 밀을 둘러싸는 대지와 함께 시작하였다. 1740년의 여름 로런스는 영국의 정규군에서 탐정된 장교의 임관 사령을 받았고 새롭게 형성된 대륙군과 함께 카리브해에서 전쟁으로 가는 준비들을 하였다. 그의 준비들 중의 일부는 로런스가 스펜서 가족으로부터 매입한 구역들에 법적 통제를 가진 자신의 부친을 안전하게 하는 것을 포함하였다. 자신이 전쟁에 빠져 있는 동안 로런스는 1741년 5월 자메이카에서 자신의 부친에게 자신이 전쟁을 생존해야 하며 프레더릭스버그에서 자신의 집을 만드는 데 작정하여 거기에 자신이 소유한 3개의 부지들 중에 하나에 타운하우스를 만들 것에 대하여 썼다.

### 토지 규모의 분쟁

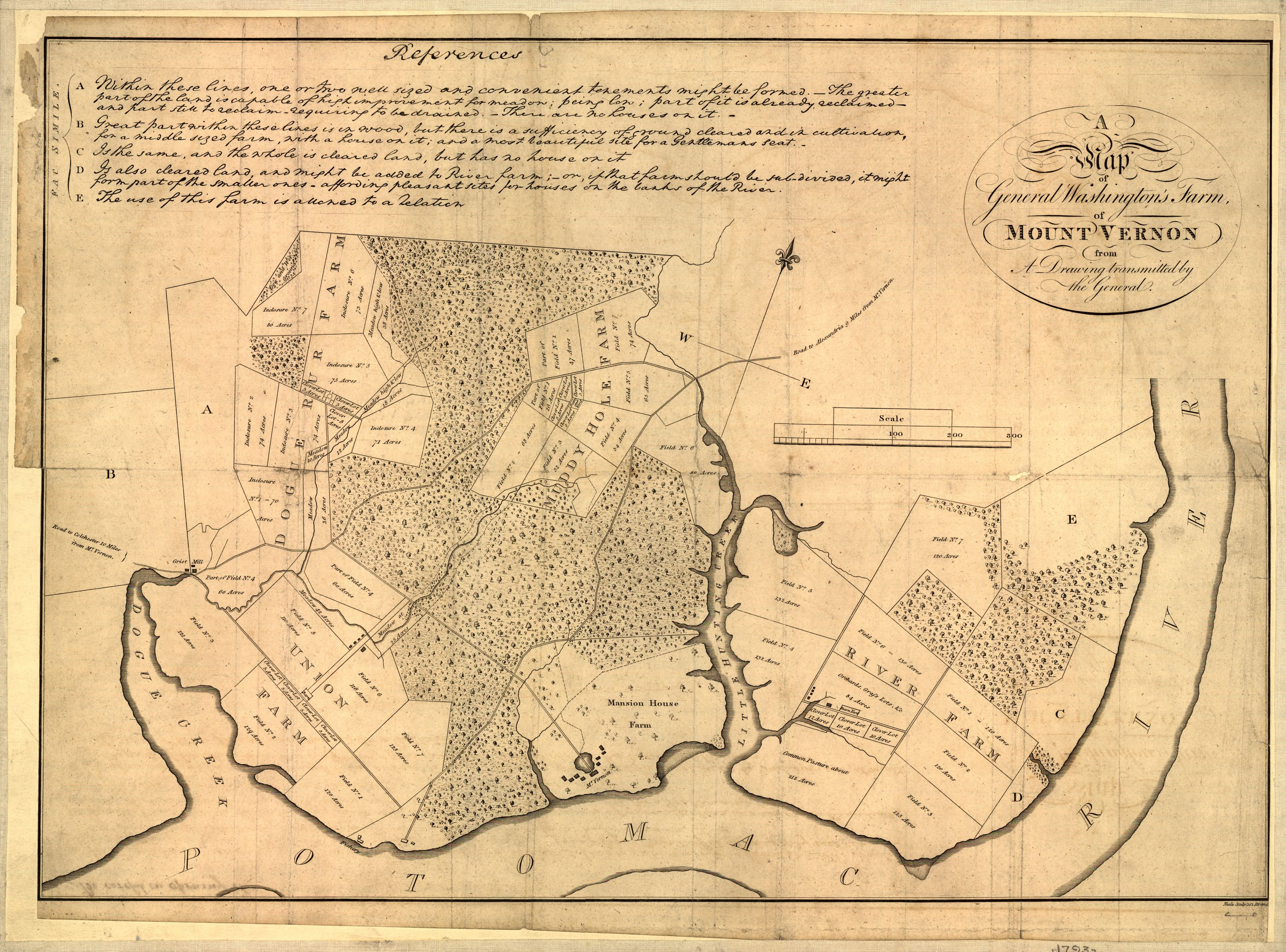
워싱턴이 그린 사유지의 지도

동시에 스펜서 가족은 로런스의 이웃들에 추가적인 대지의 판매들에 법적 분쟁에 있었다. 경계선의 분쟁에 판결을 내리는 데 프린스윌리엄군은 전체 5,000 에이커 워싱턴-스펜서 토지 허가의 새로운 측량의 명령을 내렸다. 군의 측량인 로버트 브룩에 의한 도면인 1741년 측량의 유물 지도는 사유지가 1669년 4월 크게 잘못 측정된 것을 드러내었고 그 대지는 1674년 대지 허가에서 측량된 5,000 에이커가 아닌 대략 4,200 에이커 만을 포함하였다.
잘못된 측량은 소유지가 수자원에 의하여 3개의 측면들에 인접하고, 강 혹은 2개의 지류들 아무도 똑바로 흐르지 않는 사실에 기인될 수 있다. 컬페퍼군의 토지 허가에 따라서 원래 1669년 측량 기사는 5,000 에이커로 측량된 대지, 그러고나서 도그 런과 리틀 헌팅 크리크의 꾸불꾸불한 코스들 사이에 숲의 라인을 따라 타오르는 직선 "뒤로" 경계와 함께 부여받았다. 더욱 중요하게 브룩에 의하여 이 생존한 1741년 5월 소유지 측량 기사는 리틀 헌팅 크리크를 따라 자신들의 주거를 가지면서 서술된 워싱턴 가족과 함께 오늘날 맨션 하우스는 당시 비어있었다는 것을 드러냈다.

### 집에 이름이 지어지다

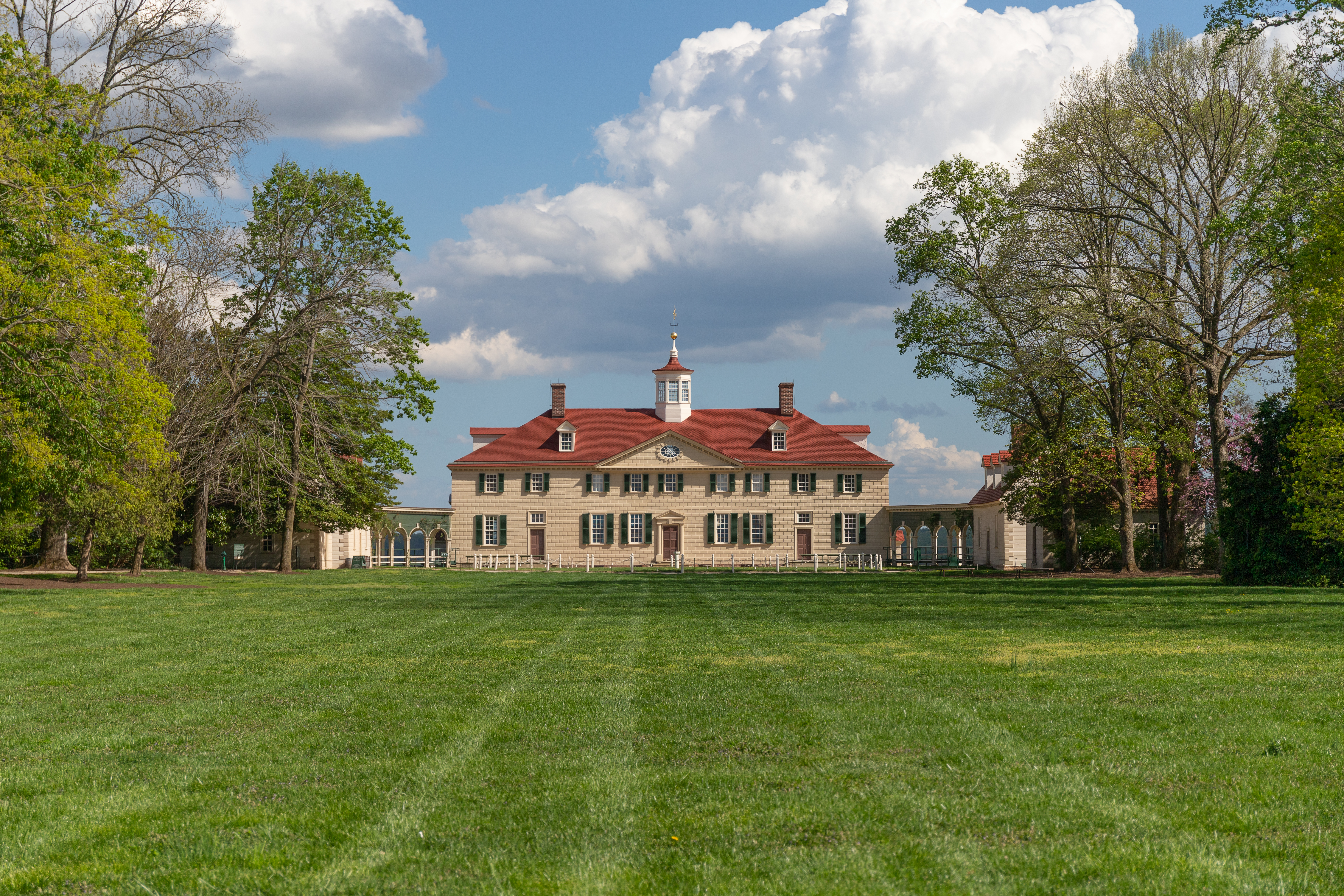
앞 잔듸밭에서 바라본 마운트 버넌 하우스

프데러릭스버그에서 사는 데 자신의 아들의 의지의 소식을 받은 오거스턴 워싱턴은 1741년 ~ 1742년 포토맥강을 바라보는 빈 허세에 그다지 크지 않은 농장집을 세우는 데 나타난다. 그것은 자메이카에 있는 동안 1741년 후순에 로런스가 자신의 부친의 계획들의 소식을 받은 것과 새로운 집을 로런스의 사령관 에드워드 버넌 해군 중장의 명예에 "마운트 버넌"으로 부르는 데 그가 자신의 부친에게 청하는 답변을 했을 것이 견적되었으며 그러고나서 잉글랜드에서 시대의 거대한 군사 영웅으로서 여겨졌다.
1742년 8월 초순에 장소의 이름 "마운트 버넌"은 로런스의 포토맥강 이웃 벨보어의 윌리엄 페어팩스에 의하여 쓰여진 생존하는 편지에 처음으로 나타났다. 로런스 워싱턴은 1742년 후순에 전쟁으로부터 돌아와 자신의 부친을 1743년 4월에 매장하였고, 그해 7월 페어팩스 가족으로 들어가 결혼하여 자신의 "마운트 버넌"에서 거주지를 차지하였다. 1840년대 후반까지 로런스는 자신들의 부친 오거스틴이 그를 위하여 지은 집의 확장을 수행하였다.

## 조지 워싱턴의 점유
1752년 7월 로런스의 불시의 죽음에 20세의 조지 워싱턴은 이미 마운트 버넌에 살고 있었고 아마 경작을 관리했을 것이다. 그러나 신속하게 리 가족에게 재혼하고 옮겨 나간 로런스의 미망인 앤 페어팩스로부터 그가 사실 소유지를 임대했던 1754년까지 그일이 있지 않았다. 앤의 사망에 그리고 1754년 로런스의 단 하나의 생존한 자식 조지는 자신의 형의 사유지의 집행자로서 페어팩스로부터 그해 12월 마운트 버넌을 임대하는 데 조정하였다.
1757년 워싱턴은 집에 2개의 주요 추가와 향상들 중 첫번째를 시작하였다. 2번째 확장은 미국 독립 전쟁이 발발하기 직전에 시작되었다. 그 경우들에 그는 전체적으로 독창적인 기초의 꼭대기에 주요 저택을 재건하여 각각의 시간마다 그 규모를 2배로 늘였다. 작업의 대다수는 노예들과 장인들에 의하여 실행되었다. 그 것은 그가 2번이나 저택을 재건한 동아 조지는 전혀 그 애국적 영국식 이름을 바꾸지 않은 것으로 기록되는 데 중요하다.
1761년 앤 페어팩스 워싱턴 리의 사망에 워싱턴은 현저한 농학자가 되는 데 자신이 노동을 한 마운트 버넌 사유지를 법적으로 상속하였다. 1759년부터 미국 독립 전쟁의 발발까지 워싱턴은 5개의 별도 농장들로서 사유지를 운영하였다. 그는 농업으로 과학적인 접근을 택하여 노동과 결과들 둘다의 광범하고 세심한 기록들을 간직하였다. 그의 가장 성공적인 모험적 사업들 중의 하나는 증류업의 설립이었으며 그는 새로운 국가의 가장 큰 위스키 증류 업자들 중의 하나가 되었다.

### 주요 저택의 치수

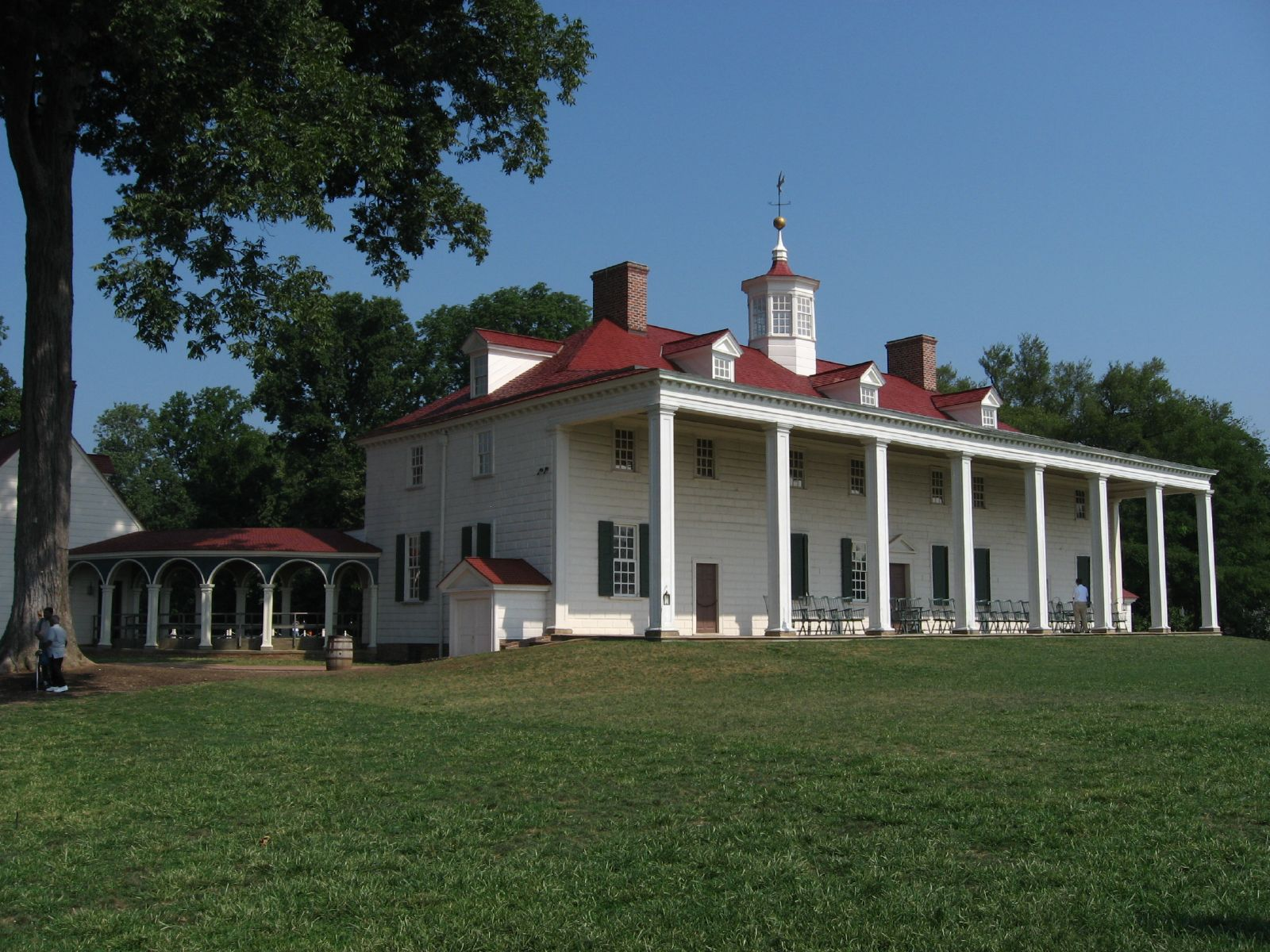
메인 하우스의 뒷면

그 전성기에 마운트 버넌은 5개의 농장들로 나누어진 8,000 에이커의 농원이었다. 각각의 농장은 그 소유의 감독들, 노예의 노동력, 가축, 설비와 건물들과 함께 완전한 단위였다. 농원의 중앙부 장식은 2에 반층, 포토맥 강을 향한 조지 왕조의 목조 가옥으로 워싱턴의 장기간 저택이었다.
맨션의 외부 치수는 99 피트 x 33 피트였다. 지하실과 베란다를 제외하고 거기는 살 수 있는 바닥 공간의 어떤 7,000 스퀘어 피트가 있다. 주요 저택으로 쓸 수 있는 지역의 지하실은 대략 3,000 스퀘어 피트를, 그리고 베란다는 또다른 1,400 스퀘어 피트를 추가한다.
1층부터 지붕의 능선까지 맨션의 높이는 33 피트 6 인치이다. 또다른 25 피트가 지붕의 능선부터 풍향계의 정상까지 건물의 높이로 추가되었다. 맨션의 가로수들은 4분의 1 범위에 놓였으며 12 피트 x 30 피트로 측정되어 274.85 스퀘어 피트를 덮고 있다.

### 마운트 버넌에서 노예 제도

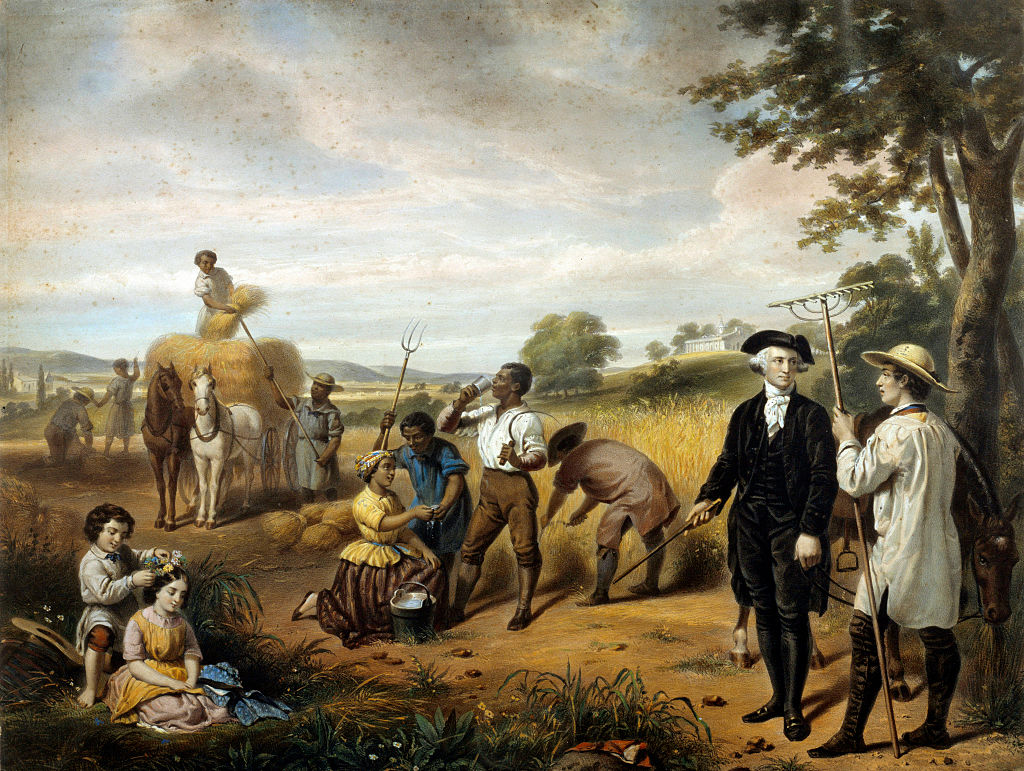
마운트 버넌을 배경으로 곡식을 수확하는 흑인 노예들 중에 서있는 조지 워싱턴

마운트 버넌에서 노예들은 워싱턴의 농원을 이루는 5개의 농장들과 맨션으로부터 3 마일 떨어져 있는 곳에 위치한 방앗간에서 살고 일하였다. 많은 노예들은 그 중에 다른이들이 목수, 석공과 대장간 같은 교역들에서 숙련된 동안 여성들에 의한 노동의 거의와 함께 농장 노동자들이었다. 집 노예들은 요리사, 집사와 개인 대행과 하녀들을 포함하였다.
마운트 버넌에서 노예들에 의하여 실행된 전문 작업에 전념한 건물들은 농장의 매일 필요함들 만큼 다양하였다 - 마구간, 노새 우리와 작은 목장, 마차 차고, 세탁소, 훈제실, 창고와 서기의 분기, 부엌, 하인들의 집회장, 소금집, 감독의 분기와 회전방, 온실 단지, 노예 거주 구역, 스토브 룸과 구둣방.
1743년 11세의 나이에 워싱턴은 10명의 노예들을 물려받았다. 1754년 영원한 근거에 마운트 버넌으로 이주하기 전에 그는 8명 더 노예들을 물려받아 곧 후에 같은 수를 매입하였다. 워싱턴이 1759년 마시 커스티스에게 결혼할 때 그녀는 마운트 버넌으로 11명의 노예들을 데려왔다. 1759년과 1772년 사이에 워싱턴은 최소한 42명의 추가적 노예들을 매입하였다. 미국 독립 전쟁이 일어난 동안 아직 1775년부터 1787년까지 세월 동안 그는 다는 노예를 사거나 파는 데 결코 해결하지 않았다. 그가 가족들을 분리하는 데 거부한 이래 그의 노예 인구는 지속적으로 자라났다. 1786년 마운트 버넌 노예들의 이른 초기에 완성한 인구 조사는 그들 중 105명이 조지 워싱턴에게, 111명이 마사 여사의 첫 남편 대니얼 파크 커스티스에게 속하면서 216명의 남성, 여성과 어린이들로 명부에 올려졌다.
조지 워싱턴은 1797년 로런스 루이스에게 이렇게 썼다. - "난 이 주의 입법이 노예 제도의 점차적 폐지의 정책을 볼 수 있는 나의 영혼을 바란다." 자신의 뜻대로 워싱턴은 자신의 노예들을 해방시켰고, 그들의 관리 및 지원을 위하여 자세한 지시들을 남겼다. 1799년 7월 워싱턴은 자신의 노예들을 해방시키는 준비에서 자신의 뜻대로 2번째 목록을 작성하였다. (버지니아주 법률은 커시티스 사유지에 속하는 노예들을 해방시키는 것으로부터 워싱턴을 방지하였다) 명부에 올려진 이들은 워싱턴에게 속하는 123명과 함께 316명의 노예들이었다.
그해 12월 워싱턴이 사망할 때 316명의 노예들이 마운트 버넌에 살고 있었으며 그 중에 대략 42 퍼센트는 일을 하는 데 너무 어리거나 너무 늙었으나 사유지에 의하여 마련되었다. 1801년 1월 워싱턴의 123명 노예들이 해방되었다. 그는 새롭게 해방된 자들의 관리와 지원을 위하여 자신의 뜻대로 자세한 지시들과 1830년대까지 연금 수령자들로서 마운트 버넌에 살던 어떤이들을 가리키는 기록들을 남겼다.
조지 워싱턴의 묘비의 남서부로 50 야드 떨어져 위치한 것은 워싱턴 가족을 위하여 일을 한 노예들과 자유 흑인들을 위한 묘지이다. 무덤들은 표시되지 않았고, 안장된 자들의 정체성과 수들은 크게 알려지지 않았다. 미국 독립 전쟁이 일어난 동안 조지 워싱턴의 개인적 하인 윌리엄 리는 거기에 안장되었다. 그는 1801년에 해방되어 1828년에 사망하였다.

## 사유지의 보존
1799년 워싱턴의 사망 후, 농원 소유는 소유지를 유지하는 데 자신의 뜻 혹은 의미들 어느 쪽이나 부족했던 자손들의 일련을 통하여 통과되었다. 사유지를 복원하는 데 5년 동안 비성공적으로 시도 후에 존 오거스틴 워싱턴은 1848년 판매를 위하여 그것을 제공하였다. 버지니아주와 미국 정부들은 저택과 사유지를 사는 데 거절하였다.
1860년 앤 패멀라 커닝엄의 리더십 아래 마운티 버넌 여성 조합 협회는 맨션과 20만 달러를 위하여 대지의 일부를 취득하여 절망과 태만의 상태로부터 그것을 구출하였다. 사유지는 한 지방 근처를 걸쳐 격노한 싸움에 불구하고 남북 전쟁이 일어난 동안 양쪽을 위하여 중립적인 토지로 지냈다. 마운트 버넌은 1960년 12월 19일 미국 국립역사기념물로 지정되었고, 후에 행정적으로 미국 국립사적지에 명부에 올려졌다.
맨션은 아무 주 혹은 연방 기금들을 받지 않으면서 협회에 의하여 복원되어 왔으며 시기의 가구와 설비들과 함께 완료되어 오늘날 인기있는 관광객 목적지로서 지내는 편이다. 사유지는 또한 그 예외적인 조경과 보조적인 건물들로 알려지기도 한다.

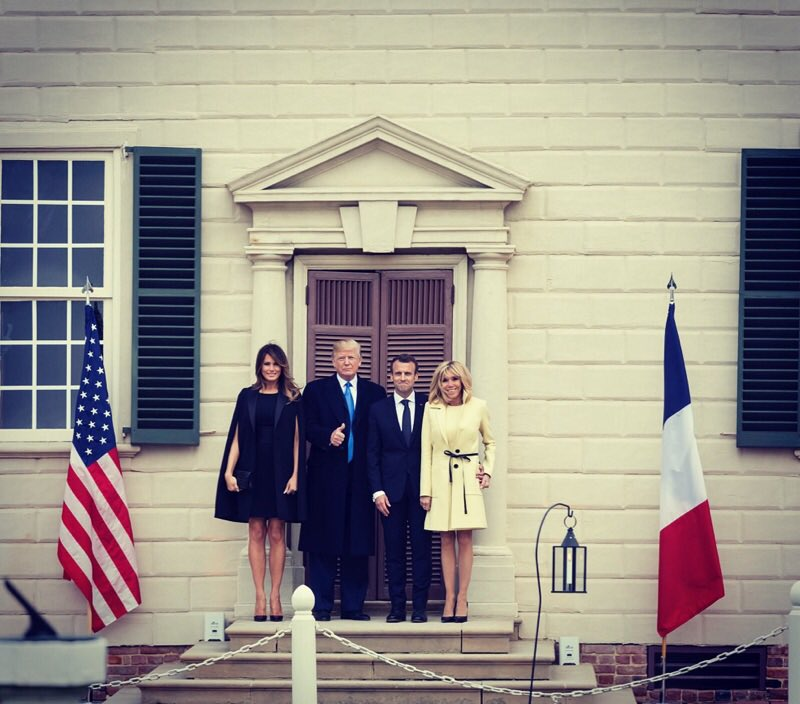
마운트 버넌을 방문한 도널드 트럼프 부부와 에마뉘엘 마크롱 프랑스 대통령 부부 (2018년)

## 고고학적 발견들
거기는 발견된 12 피트 x 14 피트로 측정된 운반인들의 오두막들로 주어진 특별한 의의와 함께 마운트 버넌에서 몇몇의 건축적인 하숙들로 지내왔다. 대부분은 1802년부터 1829년 자신의 사망까지 소유지를 소유했던 워싱턴의 조카 부시로드 워싱턴에 의하여 건설된 사유지에 후속 추가들로서 그것들을 보인다. 전통적 벽돌 건물들이라 보다는 오두막들은 점토 혹은 받힌 땅으로 지어졌다. 점토 벽에 의하여 특성을 나타낸 점토 건물들은 때때로 모래로 강화되었다. 마운트 버넌에서 다른 점토 건물들은 헛간, 온실, 빙고와 소의 먹이 보일러와 사암으로 만들어진 토대들을 포함하고 점토로 만든 노예 거주 지역을 위한 실험들도 또한 발굴되었다.
오두막들 자신들의 날짜에 관해서 부족한 만큼 증거는 사암 토대들이 1812년에 지어진 실물들인 것을 암시하며 조지 워싱턴의 시간으로 거슬러 올라가지 않는다. 더욱 나가서 남부 오두막의 외부에서 찾아진 흙은 세월들에 서부의 문의 생활이 어떻게 변하였고 주택에 거주한 사람들에 관하여 정보를 마련할 수 있던 19세기의 증거들을 가지고 있다.

### 다른 교육 명소들

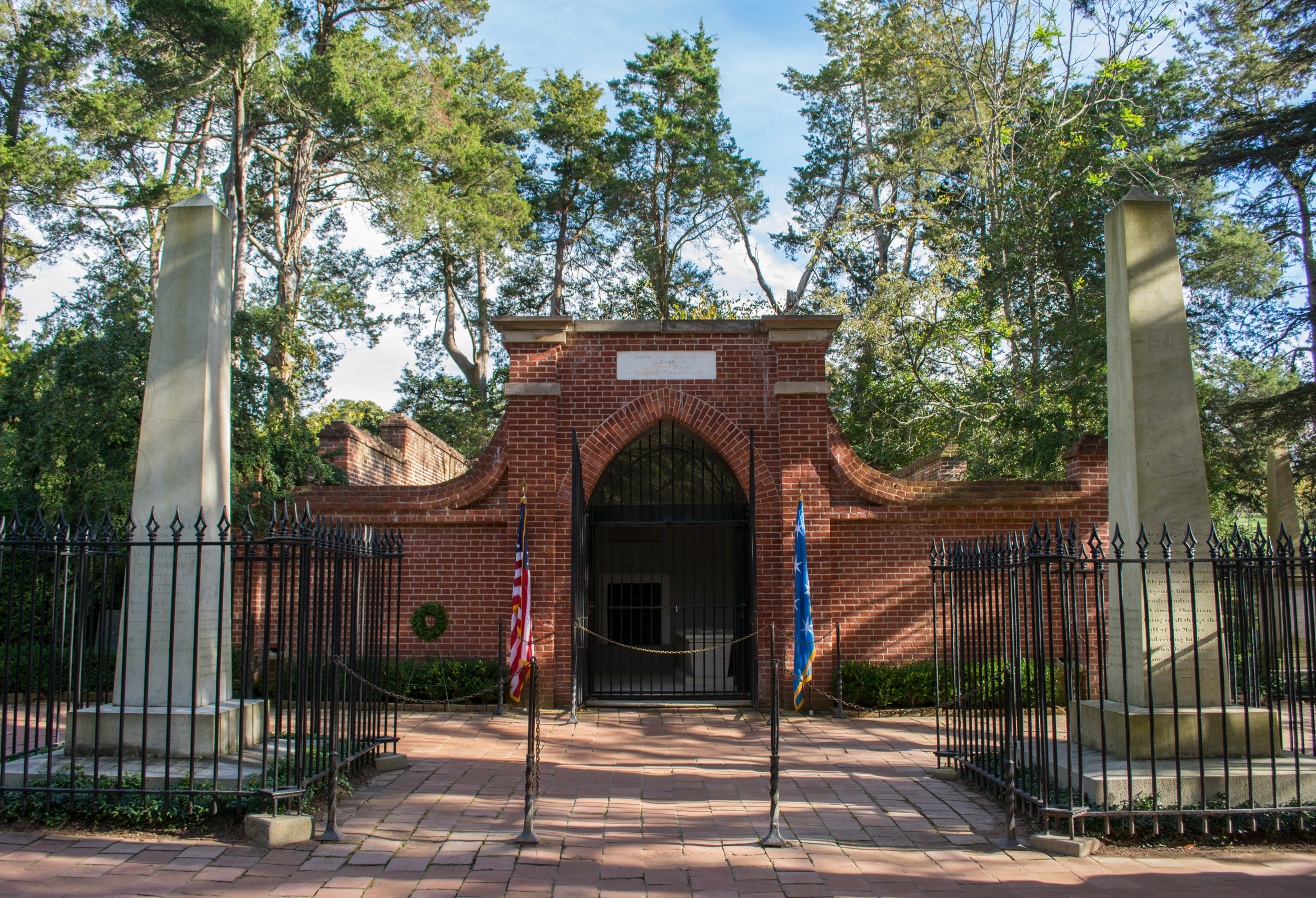
워싱턴 부부의 묘비

2007년 3월 30일 워싱턴의 마운트 버넌 사유지는 공식적으로 워싱턴의 증류소의 재건을 열었다. 이 완전한 기능적 복제는 마운트 버넌 선물 가게에서만 판매를 위하여 해마다 위스키의 5,000 갤런을 생산하는 데 버지니아주 총회로부터 특별한 입법을 받았다. 이 증류소의 건설은 2.1 백만 달러의 비용이 들며 워싱턴의 원래 증류소로서 포토맥강에 놓인 그의 맨션으로부터 짧은 거리에 정확한 대지에 위치하였다. 증류주 위원회에 의하여 기금된 증류소는 아메리칸 위스키 트레일로 문길로서 지내는 데 디자인 되었다.
2006년 10월 1억 1천만 달러의 기금 캠페인에 이어 2개의 새로운 건물들이 조지 워싱턴과 미국 독립 전쟁의 거의 추가적인 배경을 위한 현장들로서 개장하였다. 포드 오리엔테이션 센터는 전시들과 영화와 함께 조지 워싱턴과 마운트 버넌을 방문객들에게 소개한다. 도널드 W. 레이놀즈 박물관 교육 센터는 근대의 환대 기술을 이용한 복합 매체의 전시들과 더욱 나가서의 영화들과 더불어 워싱턴에게 관계된 많은 유물들을 수용한다.